# پارسکوه علیا
پارسکوه علیا یک منطقهٔ مسکونی در ایران است که در دهستان جوزم واقع شده‌است.